# Stenostephanus leonardianus
Stenostephanus leonardianus är en akantusväxtart som först beskrevs av John Richard Ironside Wood, och fick sitt nu gällande namn av John Richard Ironside Wood. Stenostephanus leonardianus ingår i släktet Stenostephanus och familjen akantusväxter. Inga underarter finns listade i Catalogue of Life.